# カルロ・アクティス
カルロ・アクティス（Carlo Acutis、1991年5月3日 - 2006年10月12日）は、イタリア人のWebプログラマー、カトリック教会の福者。

## 生涯
カルロ・アクティスは、1991年5月3日にアンドレア・アクティスとアントニア・サルザーノ夫妻の子供としてイギリスのロンドンで生まれた。同月18日にはチェルシーの悲しみの聖母教会で洗礼を授けられ、同年9月、家族と共にイタリアのミラノに移住する。7歳の時に初聖体を、12歳の時に堅信を受けた。サンタ・マリア・セグレタ教会の教区にあるサンタ・マルチェッリーナ修道女会の小中学校に通い、イエズス会のレオ13世研究所の高校に進学した。カルロは裕福な家庭に育ち、他の子どもたちと同様に友情を大切にし、サッカーや趣味を楽しむ少年時代を過ごしていた。ハンサムで人気のある少年で、幼い頃から信仰心が篤かった。聖体の秘跡への賛美と聖母への崇敬が深く、毎日ミサに参加し、ロザリオを唱えていた。聖フランシスコ・マルトと聖ジャシンタ・マルト、聖ドミニコ・サヴィオ、聖アロイシウス・ゴンザーガ、聖タルチシオを模範とし、困難な状況にいる友人を擁護、ホームレスを支援するボランティア活動に参加、初聖体や堅信を受ける子供たちにカテキズムを教えていた。
コンピューターやインターネットの専門知識に優れていたので、「聖クレメンス1世と殉教者研究所」の協力を得て、世界の聖体の奇跡に関するウェブサイトを作成。すべてをオンラインで調べることができるが、150枚のパネルでの展示会の開催も行われた。展示会はそれを要求する小教区で開催され、すでに5つの大陸すべてで開催され、アメリカ合衆国だけでも約10,000の小教区で開催されている。世界の他の地域では、何百もの小教区や、ファティマの聖母の聖地、ルルドの聖母の聖地、グアダルーペの聖母大聖堂などの有名な聖母の巡礼地などでも開催されている。
2006年10月初旬に白血病を発症し、病気の苦しみを教皇と教会のために捧げていた。同月12日、モンツァのサン・ジェラルド病院で死去。同月14日、ミラノのサンタ・マリア・セグレタ教会で葬儀が行われ、遺体は埋葬された。2007年1月、カルロの遺言により、アッシジの聖フランチェスコの故郷のアッシジの墓地に遺体が移され、2019年1月に発掘された。同年4月にはサンタ・マリア・マッジョーレ教会(アッシジ)に移された。

## 列福

カルロ・アクティスの墓

2012年10月、列福調査が宣言され「神の僕」の称号を受ける。2018年7月5日、教皇フランシスコにより「尊者」とされる。2020年2月21日、フランシスコが執り成しによる奇跡を認定し列福を承認され、同年10月10日、教皇代理であるアゴスティーノ・ヴァリーニ枢機卿司式により、聖フランチェスコ大聖堂で列福式が執り行われた。列福の決め手となった奇跡は、2013年に膵臓疾患にかかったブラジル人の少年を治したというもの。

## 列聖
2024年5月23日、教皇フランシスコは執り成しをよる奇跡を承認。列聖の決め手となった奇跡は、2022年にコスタリカの大学生の女性が自転車事故で脳出血となった際に母親がアクティスの墓で祈りを捧げると回復した事例である。1980年代から1990年代生まれの世代が聖人になるのは初めてである。7月1日、教皇フランシスコにより招集された枢機卿会議で列聖が承認された。11月20日、2025年聖年に行われるティーンエイジャーの祝祭の時に列聖されると発表があったが、2025年4月21日、教皇フランシスコの逝去に伴い、4月27日に執り行われる予定であった列聖式は延期された。
2025年6月13日、教皇レオ14世は枢機卿会議でアクティスの列聖式を9月7日、福者ピエル・ジョルジオ・フラッサーティと共に行うことを決定した。